# Мытник лесной
Мытник лесной (лат. Pedicularis sylvatica) — вид двулетних или многолетних растений рода Мытник семейства Заразиховые (Orobanchaceae).
Растение имеет прямой неразветвлённый стебель, который покрыт цветками, которые часто располагаются у самого основания стебля. Цветёт с мая по июль. Мытник лесной является растением-паразитом, он опыляется в основном шмелями. Растение ядовито.
Населяет влажные луга с кислой почвой и болота.
Включен в Красную книгу Республики Беларусь 2-го издания (1993). Находится под государственной охраной в Литве и Латвии.

## Значение и применение
Хорошо поедается северным оленем (Rangifer tarandus).

## Ботаническое описание

Мытник Лесной

Растение достигает 8–20 см в высоту, имеет несколько прямостоячих или стелющихся стеблей и перисторассечённые листья, обычно расположенные супротивно . Цветки розово-фиолетовые, двугубые, длиной до 25 мм: верхняя губа изогнута в «шлем» с двумя небольшими зубцами, нижняя — трёхлопастная. Цветёт в мае—июле, опыляется преимущественно шмелями, способными проникать в узкое отверстие венчика либо прободать боковые стенки коронок. Плоды — коробочки, содержащие по два семени, распространяющиеся ветром. Вид предпочитает влажные кислые места обитания: сфагновые болота, влажные луга и торфяные заболоченные участки, преимущественно с олиготрофными почвами. Распространён в Европе (от Атлантического побережья до северной Швеции и восточной России) и северо-западной Африке; в России встречается в западной части Европейской территории, на Северном Кавказе и в Западной Сибири. Корни растения образуют пристенчатые присоски (гаустории), через которые оно частично паразитирует на корнях соседних растений, извлекая воду и растворённые вещества. Морфологические и экологические особенности мытника лесного делают его важным индикатором состояния влажных экосистем и ценным объектом охраны в ряде регионов, включая Красные книги некоторых стран.